# Julien d'Ortoli
Julien d'Ortoli (Marsella, 7 de octubre de 1983) es un deportista francés que compitió en vela en la clase 49er.
Ganó una medalla de bronce en el Campeonato Europeo de 49er de 2013. Participó en los Juegos Olímpicos de Río de Janeiro 2016, ocupando el quinto lugar en la clase 49er.

## Palmarés internacional
| \| Campeonato Europeo \| Campeonato Europeo \| Campeonato Europeo \| Campeonato Europeo \| \| Año \| Lugar \| Medalla \| Clase \| \| ------------------ \| ------------------ \| ------------------ \| ------------------ \| \| 2013 \| Aarhus (Dinamarca) \| Medalla de bronce \| 49er \| |                    |                   |       |
| Campeonato Europeo |                    |                   |       |
| Año | Lugar              | Medalla           | Clase |
| 2013 | Aarhus (Dinamarca) | Medalla de bronce | 49er  |